# Ecbolemia daghestanica
Ecbolemia daghestanica là một loài bướm đêm trong họ Noctuidae.